# Nadsat
El nadsat és un argot fictici que utilitzen els joves a la novel·la La taronja mecànica d’Anthony Burgess que també es va utilitzar a la versió cinematogràfica de Stanley Kubrick, encara que es va fer una reducció i adaptació dels termes per facilitar-ne la comprensió a l'espectador.
En un principi els joves de la novel·la, inspirats en les bandes violentes de joves d’Anglaterra com els Teddy Boys, anaven a utilitzar l’argot britànic de principis dels anys seixanta, però a Burgess li preocupava que amb la publicació del llibre el llenguatge ja hagués quedat desfasat. És així que, en el seu viatge a Leningrad (actual Sant Petersburg) l’estiu del 1961, a les portes de l’hotel Metropole amb la seva dona, en veure bandes violentes de joves que els recordaven als Teddy Boys, va decidir inventar el nadsat, un nou llenguatge per la seva novel·la basat en el rus, tot i que té influències també d'altres idiomes.
El sufix "-nadsat" s'utlitiza en rus en els números de l'11 al 19 que recorda al sufix "-teen" anglès.
El nadsat no és l'únic llenguatge fictici que va inventar l'escriptor britànic i és que Anthony Burgess estava molt interessat en les llengües, era poliglota, havia fet traduccions del francès, el rus i el grec antic, fins i tot, va estudiar malai fins al nivell de llicenciatura i, tot i no ser lingüista de professió, sí que era entès en l'àmbit.